# Josip Vaništa
Josip Vaništa (Karlovac, 17. svibnja 1924. – Zagreb, 24. ožujka 2018.), bio je hrvatski slikar, grafičar, pisac, akademik i umirovljeni sveučilišni profesor.

## Životopis
Josip Vaništa rođen je u Karlovcu 1924. godine. Pohađao je realnu gimnaziju na Rakovcu (predgrađe Karlovca) i maturirao je 1943. godine. Nakon dvije godine nastavio je studij na zagrebačkoj Likovnoj akademiji. Nastavnički odjel apsolvirao je 1948., a 1950. godine završio je tzv. specijalnu slikarsku školu kod Marina Tartaglie. Sljedeće godine počeo je s profesorskim radom na Tehničkom odnosno Arhitektonskom fakultetu koji je obavljao do 1994. godine.
Prvu je izložbu imao je 1952. godine s Miljenkom Stančićem, u Zagrebu, u Muzeju za umjetnost i obrt. Tada ga je Miroslav Krleža, ravnatelj Jugoslavenskog leksikografskog zavoda i književnik (a Vaništa je bio njegov pasionirani čitatelj) angažirao za suradnju sa Zavodom. Zamolio je Vaništu neka izradi pet njegovih portreta, te je on bio posljednji slikar kojem je Krleža pozirao.
Početkom 1960-ih javlja se ideja o Gorgoni, umjetničkoj skupini čiji je Vaništa bio suosnivač. Ta se skupina zalagala za alternativne oblike djelovanja, priređivala izložbe i izdavala istoimeni časopis najavljujući konceptualizam i odustajanje od materijalizacije umjetničkih djela. Gorgonska zajednica raspala se 1994. godine.
Vaništa je samostalno je izlagao u Zagrebu, Karlovcu, Opatiji, Rijeci, Osijeku, Parizu i drugdje, a danas se smatra jednim od najistaknutijih hrvatskih umjetnika. Bio je redoviti član HAZU od 1994. godine.
Kao esejist i memoarist-minimalist Vaništa je objavio nekoliko knjiga: 
- Zapisi (1988.)[2]
- Zapisi (1995.)[3]
- Knjiga zapisa (2001.)[4]
- Novi zapisi (2007.)[5]
- Skizzenbuch 1932. – 2010. : iza otvorenih vrata (2010.)[6]
- Krleža iskosa (2012.)[7]
- Na bjelini (2015.)[8][9]

## Nagrade
- 2002.: Nagrada Ivan Goran Kovačić, za Knjigu zapisa
- 2006.: Nagrada Vladimir Nazor, za životno djelo[1]

## Vanjske poveznice
- Josip Vaništa  Arhivirana inačica izvorne stranice od 4. ožujka 2009. (Wayback Machine) na stranicama Galerije Kaptol
- Josip Vaništa - samozatajni slikarski velikan  Arhivirana inačica izvorne stranice od 23. kolovoza 2010. (Wayback Machine), intervju Nine Ožegović u Nacionalu br. 365 od 13. studenog 2002.
- Josip Vaništa  Arhivirana inačica izvorne stranice od 9. rujna 2009. (Wayback Machine) na stranici Humanitarne zaklade za djecu Hrvatske
- Josip Vaništa: Tako mi je govorio Miroslav Krleža, intervju Jelene Jindre od 17.kolovoza 2010.
- akademik Josip Vaništa, akademski slikar, životopis Josipa Vanište na stranici HAZU
- Josip Vaništa, Živimo da bismo umrli, Jutarnji list, 5. travnja 2014.